# Керуючі пристрої
Керуючі пристрої
Для ефективного використання отриманої від вимірювальної системи інформації про об'єкт управління необхідно її проаналізувати, виробити по певних алгоритмах відповідні команди і передати їх до об’єкта для безпосереднього формування керуючих впливів у конкретній фізичній формі. Всі ці операції повинні здійснюватися в необхідному темпі (швидкодії), що задається ходом технологічного процесу.
Якісний і кількісний склад технічних засобів цієї групи головним чином і визначає рівень автоматизації об’єкта.
У залежності від функцій, що виконуються технічними засобами при переробці інформації, канал управління може бути зображений узагальненою функціональною схемою, наведеною на рис. 1. У конкретному каналі управління ряд засобів можуть бути відсутніми.
Отримана у вимірювальній системі (ВС) контрольна інформація про об’єкт управління (ОУ) спрямовується до групи пристроїв формування команд (ПФК) управління. Сигнали команд управління за допомогою виконавчих механізмів (ВМ) перетворюються у величини, зручні для впливу на регулюючі органи (РО) конкретних технологічних апаратів. Наприклад, електричний командний сигнал включає електропривод, що впливає на дросельну засувку, яка змінює витрату рідини. З допомогою РО змінюються величини потоків матеріалу, енергії і т. п. в об’єкті управління, що приводить до відповідного коректування ходу технологічного процесу.
У залежності від рівня автоматизації в ПФК можна виділити технічні засоби відповідних рівнів управління. До засобів (В), що представляють нижній рівень управління, належать регулювальні пристрої місцевих (локальних) і автономних систем регулювання. До засобів (Б) вищого рівня управління належать пристрої агрегатованих комплексів централізованих систем управління, що здійснюють регулювання взаємопов'язаних об'єктів. 
Керуючі команди найвищого рівня (А) формуються за допомогою обчислювальних машини і мікропроцесорних комплексів. Їх наявність відповідає створенню на підприємстві автоматизованої системи управління.
Керуючі команди на виконавчі механізми (ВМ і РО) можуть подаватися як безпосередньо із засобів верхнього рівня управління, так і через засоби нижчих рівнів, коректуючи їх роботу.
Вибір режимів роботи ПФК і ВМ, контроль їх стану і справності здійснюється групою допоміжних пристроїв (ДП). У складних системах управління сюди може входити мікропроцесорна техніка, у найпростіших локальних системах (САР) це можуть бути ключі вибору режиму управління ("Місцеве",  "Автоматичне") і дистанційні покажчики положення робочого органу виконавчого механізму.

## Схема управління складними об’єктами за допомогою ЕОМ
Схема подана на  (рис. 2.). 
На вхід ЕОМ від датчиків (Ді) надходить вимірювальна інформація про поточні значення вихідних величин Y1, …, Yn об’єктів управління. Після перетворення сигналів з безперервних у дискретні (Б/Д) аналог-код ЕОМ обробляє ці сигнали yi згідно з вибраним законом (алгоритмом) управління для отримання командної інформації xi, яка після зворотного перетворення (Д/Б) подається через виконавчі механізми (ВМ) на входи об’єктів Х1, ..., Xn.
Перетворювачі безперервних величин у дискретні (цифрові), і навпаки, роблять багатоканальними з використанням кому-татора (КОМ), який послідовно оббігає датчики (або ВМ). Поширений принцип синхронного зв’язку ЕОМ з об’єктами, при якому процес управління розбивається на періоди (цикли) рівної тривалості такт-імпульсами від електронного таймера (Т).
На початку чергового циклу, з приходом такт-імпульсу на пристрій переривання (ПП), відбувається оббігаюче опитування датчиків (з перетворенням сигналів в цифрову форму) і введення цифрових сигналів у оперативну пам’ять ЕОМ. По відношенню до окремого датчика його вихідний безперервний сигнал квантується за рівнем і за часом.
Після введення вимірювальної інформації yi в пам’ять, ЕОМ обчислює керуючі команди xi, і видає їх на управління. Безпосереднє цифрове управління має місце при подачі команд (через ВМ) на вхід об’єкта.
Для складних технологічних процесів команди управління від ЕОМ подаються на зміну завдань локальних САР (і, можливо, на установку оптимальних настройок регуляторів локальних САР). При такій структурі працездатність системи управління зберігається і при відмовах ЕОМ.
Крім розглянутої роботи ЕОМ в замкненій системі управління (за відхиленням), можливе управління по розімкненій схемі за принципом програмного управління (ЕОМ виробляє програму команд xi на вході об’єкта без поточних вимірювань вихідних величин yi і в режимі  "порадника" видає оператору команди).
На закінчення зазначимо, що ЕОМ надзвичайно ефективна при реалізації будь-яких алгоритмів управління, іншими словами, ЕОМ – універсальний регулятор, що змінює закони регулювання шляхом заміни програми алгоритму.
У той же час на збагачувальних фабриках функціонують локальні САР технологічних параметрів, в яких використовують стабілізуючі регулятори різних схем і конструкцій. З електричних треба відмітити регулятор типу Р-25, що реалізовує всі закони регулювання.